# 唇花翠雀花
唇花翠雀花（学名：Delphinium cheilanthum）是毛茛科翠雀属的植物。分布在俄罗斯、蒙古以及中国大陆的黑龙江等地，生长于海拔700米至775米的地区，常生于林间草地，目前尚未由人工引种栽培。